# سيمبليكوس
البابا القديس سيمبليكيوس (باللاتينية: Simplicius) هو بابا الكنيسة الكاثوليكية بين عامي 468 و483.
ولد سيمبليكيوس في تيفولي بإيطاليا، وكان والده مواطنًا يدعي كاستينوس. ومعظم ما نعرفه عنه اليوم من معلومات مستقاة من كتاب الأحبار (باللاتينية: Liber Pontificalis) الذي يؤرخ لحيوات بابوات الكنيسة الكاثوليكية.
دافع سيمبليكيوس عن موقف مجمع خلقيدونية ضد هرطقة أوطاخي، وناضل لمساعدة شعب إيطاليا في الدفاع عن بلادهم ضد الغزاة البرابرة، وعاصر ثورة الهيروليين ومناداتهم بأودواكر ملكًا على إيطاليا سنة 476 بعد خلعهم رومولوس أوغستولوس، الذي يعد آخر إمبراطور روماني غربي. ولم يجر أودواكر إلا تعديلات قليلة على نظام إدارة روما، التي كانت تتركز بشكل كبير في يد أسقفها القديس سيمبليكيوس.
يرجع إلى سيمبليكيوس الفضل في إنشاء كنيسة القديسة بيبيانا (بالإيطالية: Basilica di Santa Bibiana)، التي سميت بهذا الاسم نسبة إلى الشهيدة العذراء بيبيانا.
يحتفل بيوم القديس سيمبليكيوس سنويًا في العاشر من مارس، وهو ذكرى وفاته.